# Loes Gunnewijk
Loes Gunnewijk (Groenlo, Oost Gelre, Gelderland, 8 d'octubre de 1982) és una ciclista neerlandesa que fou professional del 2002 al 2015.

## Palmarès
- 2002
  - 1a a l'Omloop van Borsele
- 2003
  - Vencedora d'una etapa al Giro d'Itàlia
  - Vencedora d'una etapa al Tour de l'Alta Viena
- 2004
  - 1a al GP Boekel
  - Vencedora d'una etapa a la Ster van Walcheren
- 2005
  - 1a al GP Boekel i vencedora de 2 etapes
  - Vencedora d'una etapa al Tour de l'Aude
- 2006
  -  Campiona dels Països Baixos en contrarellotge
  - Vencedora d'una etapa al Tour de l'Aude
  - Vencedora d'una etapa a l'Euregio Ladies Tour
- 2010
  -  Campiona dels Països Baixos en ruta
  - 1a a l'Univé Tour de Drenthe
- 2011
  - Vencedora d'una etapa al Profile Ladies Tour
- 2012
  - 1a a l'Omloop Het Nieuwsblad
- 2014
  - 1a al Santos Women's Tour i vencedora d'una etapa